# Струер
Струер (дан. Struer) је град у Данској, у североисточном делу државе. Град је у оквиру покрајине Средишње Данске, где са околним насељима чини једну од општина, Општину Струер.

## Природни услови
Струер се налази у североисточном делу Данске. Од главног града Копенхагена, град је удаљен 360 километара северозападно. Најближи значајнији град је Орхус, 120 километара источно од Струера.
Град Струер се налази у северозападном делу данског полуострва Јиланд, на јужној обали Лимског фјорда, унутрашњег залива Северног мора. Подручје око града је равничарско. Надморска висина града креће се од 0 до 30 метара.

## Историја
Подручје Струера било је насељено још у доба праисторије. Данашње насеље се први пут помиње око 1300. године.
Насеље споро развијало, па је све до краја 19. века то било малено градско насеље. Доласком железнице насеље се брзо повећавало, па је 1917. године добило градска права.
И поред петогодишње окупације Данске (1940-45.) од стране Трећег рајха Струер и његово становништво нису много страдали.

## Становништво
Струер је 2010. године имао око 14 хиљада у градским границама и око 45 хиљада са околним насељима.

## Збирка
- Лука града Струера
- Градски музеј